# Vogue Australia
Vogue Australia — австралійське видання журналу Vogue. Vogue Australia став 4-м виданням Vogue у 1959 році після Vogue, British Vogue та Vogue Paris. До того, як стати окремим виданням, австралійське видання було додатком до британського Vogue з 1952 року. Австралійський Vogue періодично має додатки: Vogue Business Australia, Vogue Man Australia та Vogue Fashion Week Australia. В Австралії Vogue Living вперше вийшов у 1967 році. У грудні 2019 року Vogue Australia відсвяткував свій 60-й ювілейний випуск разом з Едвардом Еннінфулом та британським Vogue.

## Особливості

### Представництво корінного населення Австралії
Елейн Джордж стала першою австралійською моделлю корінної національності, яка з'явилася на обкладинці будь-якого видання Vogue у вересні 1993 р. Щодо своєї історичної обкладинки Джордж заявила: «Я хотіла переконатися, що представляю свій народ найкращим чином […] це було схоже на те, що я взяла всю Австралію у подорож. У мене була можливість звільнити місце для наступної молодої моделі-аборигена». У червні 2010 року, через 17 років після Джордж, модель дангутті Саманта Гарріс стала другою корінною австралійською моделлю, яка з'явилася на обкладинці Vogue Australia За нею вийшла обкладинка моделі авабакал Чарлі Фрейзерс у квітні 2018 року..
Vogue Австралія представляє роботи художників та дизайнерів корінного народу. У ювілейному 60-му випуску в грудні 2019 року з'явилися, серед інших, модель йолнгу Мамініджама (Магнолія) Маймуру та художниця Мері Кларк.
На тему «надії» для обкладинки у вересні 2020 року, під час пандемії COVID-19 в Австралії, Vogue Australia співпрацював з Національною галереєю Австралії, щоб доручити художниці Бетті Маффлер, жінці з племені ангу Пітджант'ятжара і нгангкай (духовний цілитель) з віддаленої Південної Австралії, принести надію і зцілення своєю роботою "Ngangkari Ngura" (Країна зцілення). Про обкладинку Маффлер сказала: «Через мої картини ви можете побачити мою роботу Ngangkari: нагляд за людьми, а також нагляд за Країною. Мою країну. Це місце дуже важливе — ми всі повинні піклуватися один про одного і поважати наш дім».

#### Ініціатива «Здорове тіло»
У травні 2013 року виповнилася перша річниця ініціативи «Здорове тіло», яку підписали міжнародні редактори журналу, — ініціатива, яка є зобов'язанням редакторів просувати позитивний образ тіла на сторінках численних видань Vogue. пояснила редакторка австралійського Vogue Едвіна МакКанн (Edwina McCann): У журналі ми відходимо від дуже молодих, дуже худих дівчат. Через рік після цього ми запитуємо себе, що Vogue може зробити з цим? І такий номер, як цей [червневий номер 2013 року] — це те, що ми можемо зробити. Якби я знав, що дівчина захворіла під час фотосесії, я б не дозволив цьому зніманню відбутися, або якби у дівчини був розлад харчової поведінки, я б не знімав її".
Випуск австралійського видання за червень 2013 року називався Vogue Australia: «The Body Issue» і містив статті про фізичні вправи та харчування, а також різноманітний спектр моделей. Австралійська модель plus-size Робін Лоулі з Нью-Йорка, яка раніше з'являлася на обкладинці Vogue Italia, також знялася в купальниках для червневого випуску.
Джонатан Ньюхаус, голова Condé Nast International, заявив, що «редактори Vogue в усьому світі хочуть, щоб журнали відображали їхню прихильність до здоров'я моделей, які з'являються на сторінках, і добробуту їхніх читачів». Олександра Шульман, один з редакторів журналу, прокоментувала ініціативу, заявивши: «Як один з найпотужніших голосів модної індустрії, Vogue має унікальну можливість брати участь у розв'язанні актуальних питань, де ми відчуваємо, що можемо змінити ситуацію на краще».